# Papyrus P52
 (décembre 2018).
- Papyrus
- Onciale
- Minuscules
- Lectionnaire

Le papyrus P52 ou P. Rylands GK. 457 est un fragment de papyrus conservé à la John Rylands Library de Manchester. Il contient deux passages du chapitre 18 de l'Évangile selon Jean et pourrait dater de la première moitié du IIe siècle, ce qui le fait régulièrement considérer comme le plus ancien extrait connu du Nouveau Testament.

## Texte
Le fragment de dimension réduite (9 cm sur 6 cm) contient sur son recto et son verso des extraits de l’Évangile selon Jean écrits en grec ancien.
Les passages en gras sont ceux visibles sur le papyrus.
Recto (Évangile selon Jean, 18, 31-33)
« ΕΙΠΟΝ ΑΥΤΩ ΟΙ ΙΟΥΔΑΙΟΙ ΗΜΙΝ ΟΥΚ ΕΞΕΣΤΙΝ 
ΑΠΟΚΤΕΙΝΑΙ OYΔΕΝΑ ΙΝΑ Ο ΛΟΓΟΣ ΤΟΥ ΙΗΣΟΥ 
ΠΛΗΡΩΘΗ ΟΝ ΕΙΠΕΝ ΣΗΜΑΙΝΩΝ ΠΟΙΩ ΘΑΝΑΤΩ 
ΗΜΕΛΛΕΝ ΑΠΟΘΝΗΣΚΕΙΝ ΕΙΣΗΛΘΕΝ ΟΥΝ ΠΑΛΙΝ 
ΕΙΣ ΤΟ ΠΡΑΙΤΩΡΙΟΝ Ο ΠΙΛΑΤΟΣ ΚΑΙ ΕΦΩΝΗΣΕΝ 
ΤΟΝ ΙΗΣΟΥΝ ΚΑΙ ΕΙΠΕΝ ΑΥΤΩ ΣΥ ΕΙ ΒΑΣΙΛΕΥΣ 
ΤΩΝ ΙΟΥΔΑΙΩN »
Verso (Évangile selon Jean, 18, 37-38)
« ΒΑΣΙΛΕΥΣ ΕΙΜΙ ΕΓΩ ΕΙΣ 
ΤΟΥΤΟ ΓΕΓΕΝΝΗΜΑΙ ΚΑΙ (ΕΙΣ ΤΟΥΤΟ) ΕΛΗΛΥΘΑ ΕΙΣ ΤΟΝ 
ΚΟΣΜΟΝ ΙΝΑ ΜΑΡΤΥΡΗΣΩ ΤΗ ΑΛΗΘΕΙΑ ΠΑΣ Ο ΩΝ 
ΕΚ ΤΗΣ ΑΛΗΘΕIΑΣ ΑΚΟΥΕΙ ΜΟΥ ΤΗΣ ΦΩΝΗΣ 
ΛΕΓΕΙ ΑΥΤΩ Ο ΠΙΛΑΤΟΣ ΤΙ ΕΣΤΙΝ ΑΛΗΘΕΙΑ 
ΚΑΙ ΤΟΥΤΟ ΕΙΠΩΝ ΠΑΛΙΝ ΕΞΗΛΘΕΝ 
ΠΡΟΣ ΤΟΥΣ ΙΟΥΔΑΙΟΥΣ ΚΑΙ ΛΕΓΕΙ ΑΥΤΟΙΣ 
ΕΓΩ ΟΥΔΕΜΙΑΝ ΕΥΡΙΣΚΩ ΕΝ ΑΥΤΩ ΑΙΤΙΑΝ »

## Histoire
Découvert en Égypte au début du XXe siècle, probablement lors de fouilles archéologiques dans le célèbre site d'Oxyrhynque, ce papyrus est acquis en 1920 par Bernard Pyne Grenfell.
En 1934, alors qu’il réalise le tri de vieux papyrus grecs pour le compte de la bibliothèque John Rylands, le professeur Colin Henderson Roberts (en) de l’université d'Oxford (Angleterre) trouve ce morceau de papyrus qu’il reconnaît très vite comme étant un extrait de l’Évangile selon Jean.
Il publie ses premières conclusions en 1936 sous le titre « An Unpublished Fragment of the Fourth Gospel in the John Rylands Library » (Un fragment inédit du quatrième Évangile à la Bibliothèque John Rylands).
Il s'agit d'un extrait de codex et non de rouleau de papyrus, le codex étant devenu le medium normal des textes chrétiens dès le IIe siècle.

Papyrus P52
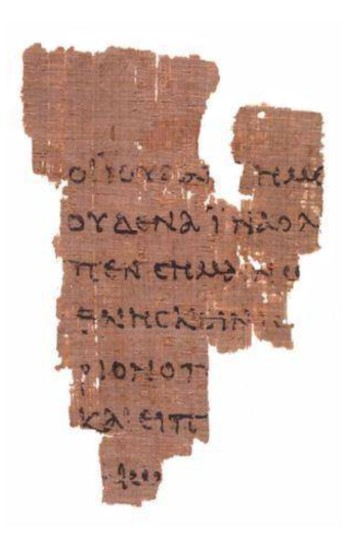
Recto
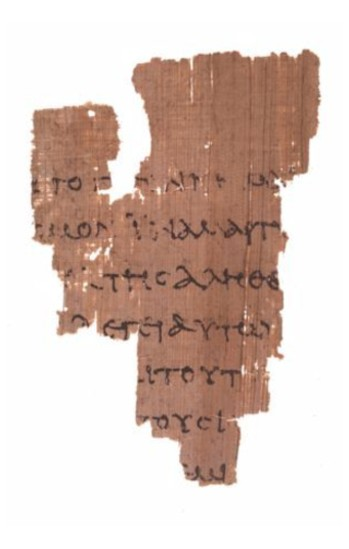
Verso

## La datation et son importance
La datation du fragment P52 peut être faite par son étude paléographique, en comparant l'écriture et la forme des lettres à celles de manuscrits dont on connaît la date (en général des lettres ou des documents administratifs ou officiels, les textes littéraires ne portant en général pas de date).
Roberts fait la comparaison avec quatre manuscrits datés et d'écriture similaire : Abb 34 (un document d'avant la mort de Trajan en 117), P. Fayum 110 (94), P. London 2078 (une lettre écrite pendant le règne de Domitien, 81-96), et P. Oslo 22 (une pétition de 127). P. Fayum 110 est le seul qui présente aussi l'utilisation simultanée de deux formes de l'alpha, alors que P. Oslo 22 est celui qui présente le plus de ressemblance sur les formes de lettres les plus distinctives, eta, mu et iota. Roberts fait également la comparaison avec deux textes littéraires P. Berol. 6845 (un fragment de l'Iliade dont la date est estimée des environs de 100) qu'il trouve être le plus similaire, en dehors de la forme du alpha, et le papyrus Egerton 2 (qui était alors daté des environs de 150) auquel il trouve la plupart des caractéristiques de P52, bien que de façon moins marquée. Avec l'ensemble de ces éléments, Roberts propose comme datation approximative la première moitié du IIe siècle, opinion appuyée par les papyrologues Frederic George Kenyon (qui note des ressemblances avec un autre manuscrit, P. Flor I, daté de 153), W. Shubart and H. I. Bell. La même année, A. Deissmann place de façon indépendante, l'écriture du fragment sous le règne de Trajan (98-117) ou d'Hadrien (117-138). En 1936, Ulrich Wilcken confirme cette datation par comparaison avec la collection de papyrus d'Apollonios (datés 113-120).
La datation au début du IIe siècle, et la précision avec laquelle elle peut être établie, ont été récemment contestées. En 1989, A. Schmidt, par l’étude de l’écriture a proposé l’an 170 avec une incertitude de 25 ans. En 2005, B. Nongbri de l'Université Yale a critiqué la précision avec laquelle a été datée P52. La paléographie, surtout dans le cas des petits fragments, n'étant pas une science exacte, et les caractéristiques de l'écriture de P52 se rencontrant aussi bien sur des papyrus du début du IIe siècle, que dans des manuscrits ultérieurs, de la fin du IIe siècle, et même du début du IIIe siècle de notre ère. Selon lui, « P52 ne peut pas être utilisé comme élément de preuve pour trancher d'autres débats sur l'existence (ou la non-existence) de l'Évangile de Jean dans la première moitié du IIe siècle »,.
La datation dans la première moitié du IIe siècle reste cependant celle généralement acceptée. Le P52 est donc considéré comme le plus ancien extrait du Nouveau Testament en notre possession : il prouverait l’existence et la diffusion de l’Évangile selon Jean (dont la composition est généralement datée d'environ 95[réf. nécessaire]) dès la première moitié du IIe siècle.
Le texte de P52 est trop court pour permettre une comparaison avec des versions complètes du même évangile, qui sont plus tardives.